# Atropacarus absimilis
Atropacarus absimilis är en kvalsterart som först beskrevs av Wojciech Niedbała 1982.  Atropacarus absimilis ingår i släktet Atropacarus och familjen Phthiracaridae. Inga underarter finns listade.